# Blue Stockings Society
Blue Stockings Society (Sociedade das Meias Azuis, em inglês) foi um movimento social e educacional informal de mulheres na Inglaterra em meados do século XVIII. A sociedade enfatizava a educação e a cooperação mútua.

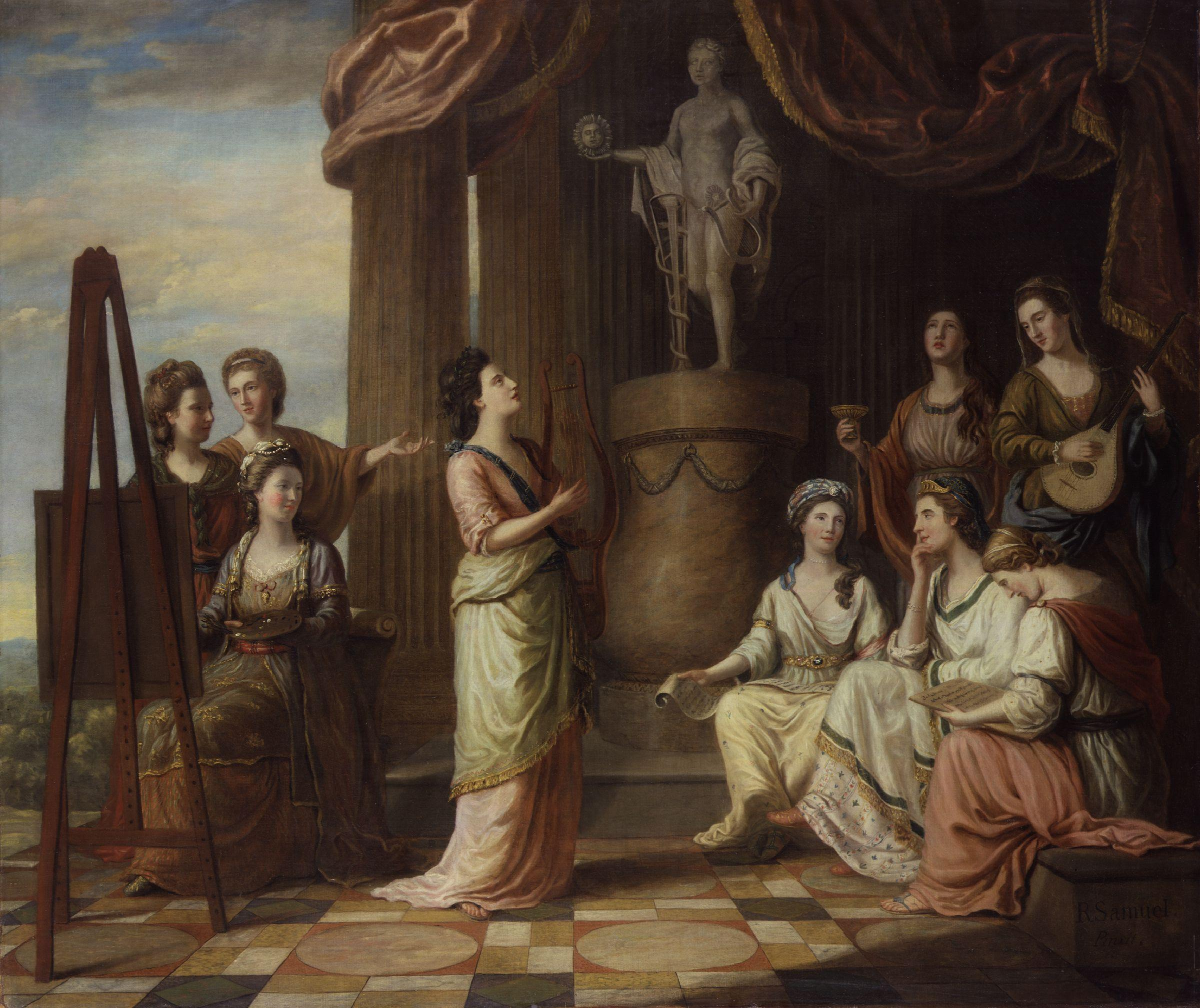
Retratos das musas no Templo de Apolo, 1778, 52 x 61 polegadas, por Richard Samuel. As retratadas são: Anna Laetitia Barbauld (1743–1825), poeta e escritora,Elizabeth Carter (1717–1806), estudiosa e escritora,Elizabeth Griffith (1727–1793), dramaturga e romancista; Angelica Kauffmann (1741–1807), pintora; Charlotte Lennox (1720–1804), escritora; Catharine Macaulay (1731–1791), historiadora e polemista política Elizabeth Montagu; Hannah More (1745–1833), escritora religiosa; Elizabeth Ann Sheridan (née Linley).

A sociedade foi fundada no início da década de 1750 por Elizabeth Montagu, Elizabeth Vesey e outras, como um grupo de discussão literária feminina, um passo revolucionário em relação às atividades tradicionais femininas, não intelectuais. Elas convidaram várias pessoas (mulheres e homens) para participar, incluindo o botânico, tradutor e editor Benjamin Stillingfleet. Uma história conta que Stillingfleet não era rico o suficiente para vestir o traje formal apropriado, que incluía meias de seda preta e, por isso, ele usava meias cotidianas de lã azul. O termo passou a se referir à qualidade informal das reuniões e à ênfase na conversa em vez de moda.

## Membros
- Amelia Opie
- Anna Laetitia Barbauld
- Anna Williams
- Catherine Macaulay
- Catherine Talbot
- Clara Reeve
- David Garrick
- Edmund Burke
- Elizabeth Carter
- Elizabeth Montagu
- Elizabeth Vesey
- Frances Boscawen
- Frances Burney
- Hannah More
- Henrietta Maria Bowdler
- Hester Chapone
- Hester Thrale
- Horace Walpole
- James Beattie
- Joshua Reynolds
- Margaret Harley
- Mary Delaney
- Mary Wollstonecraft
- Samuel Johnson
- Sarah Fielding
- Sarah Scott
- William Pulteney, 1.º Conde de Bath